# Tonsilla

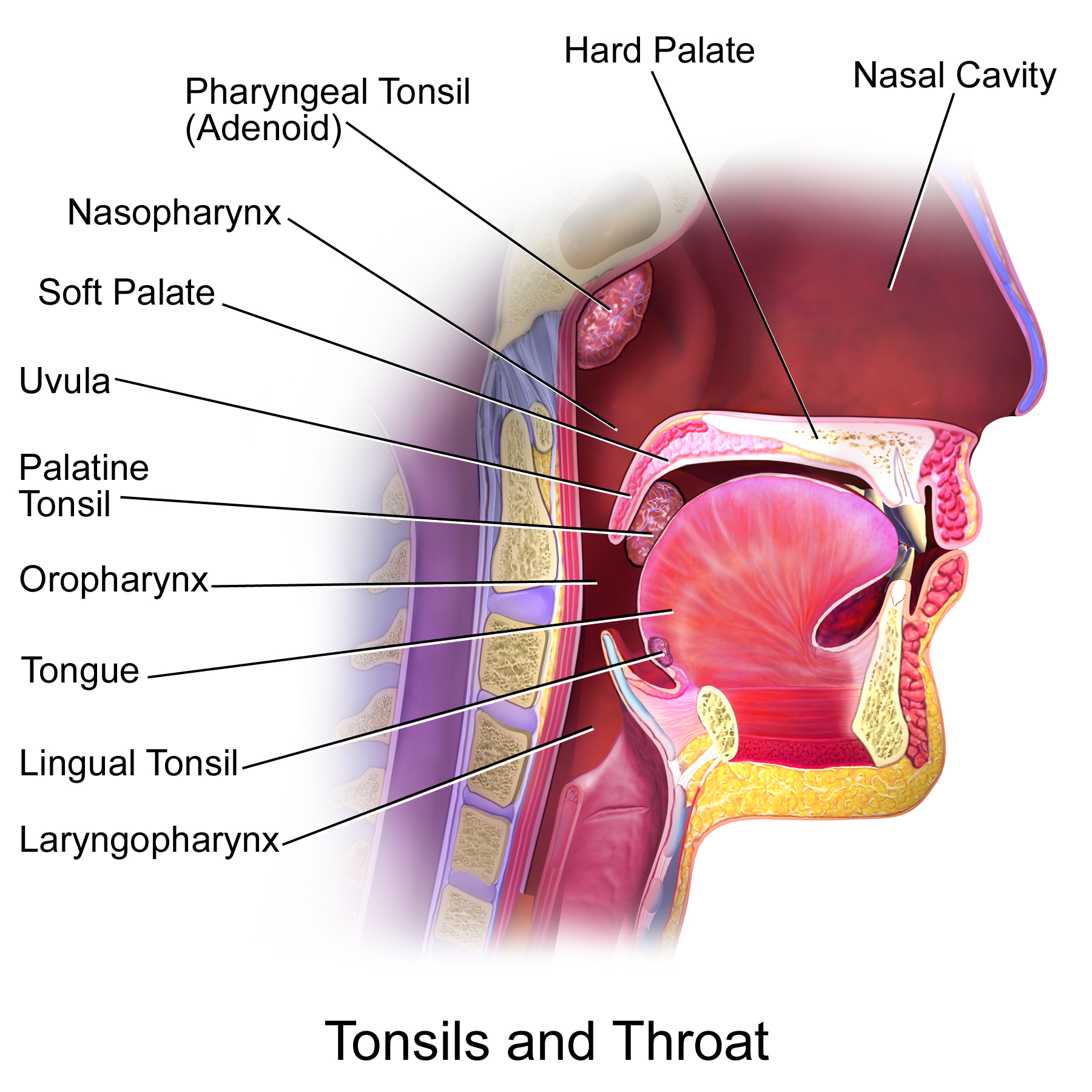
Tonsille faringee, palatine e linguali.

Le tonsille (conosciute anche con il nome di derivazione greca amigdale, per la loro forma ovoidale simile a quella di una mandorla) sono organi linfoghiandolari presenti nel cavo orale, parzialmente visibili attraverso la bocca a livello dell'istmo delle fauci e sulla parete posteriore del rinofaringe. Trovandosi in posizione strategica all'inizio del tragitto dell'aria che respiriamo e del cibo che ingeriamo, svolgono una fondamentale funzione di difesa dell'apparato respiratorio, proteggendolo da possibili microorganismi presenti nell'aria, oltre che da sostanze di varia natura provenienti da corpi estranei.
Esse sono divise in 4 grandi categorie: tonsille faringee (adenoidi), tubariche, palatine, e linguali.

## Descrizione
Le tonsille raggiungono la massima dimensione nel periodo della pubertà, poi si atrofizzano progressivamente durante il normale invecchiamento.
Le loro infezioni sono il risultato di reazioni contro i germi non riuscite e le più comuni delle tonsille palatine sono la tonsillite e nei casi più gravi l'angina, mentre quelle per le tonsille faringee sono dette adenoiditi.
Un'infezione in atto può modificarne l'aspetto, farle ingrossare e causare anche dolore durante la deglutizione. Ciò avviene soprattutto nei primi anni di vita, quando il loro volume può provocare un'ostruzione delle vie respiratorie del bambino o creare difficoltà nella deglutizione, tanto da renderne necessaria l'asportazione mediante interventi chirurgici, i più comuni dei quali sono la tonsillectomia e l'adenoidectomia.

## Grande anello linfatico di Waldeyer

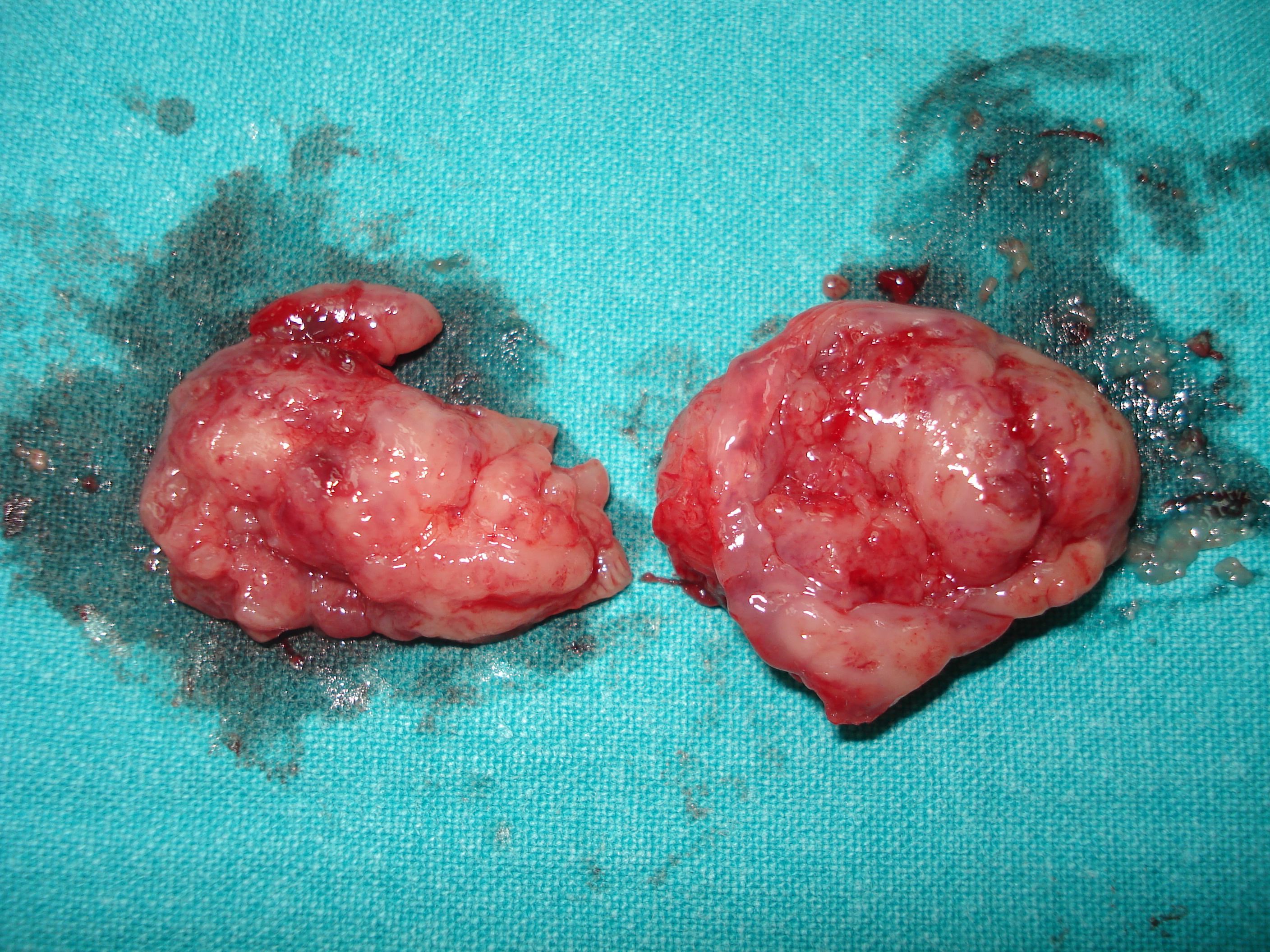
Un paio di tonsille rimosso chirurgicamente (tonsillectomia)

Tutte insieme le tonsille formano il grande anello linfatico di Waldeyer (dal nome di Heinrich Wilhelm Waldeyer), costituendo una prima barriera difensiva nei confronti dei microrganismi provenienti dall'esterno.
In base al loro posizionamento all'interno della cavità orale vengono chiamate in modi diversi:

### Tonsille faringee

Adenoidi

Le tonsille faringee dette anche adenoidi o più correttamente vegetazioni adenoidi, hanno le stesse funzioni delle tonsille palatine ma, trovandosi sulla parete posteriore della rinofaringe, se crescono troppo possono causare anche notevoli difficoltà di respirazione. Un caso di questo tipo, frequente soprattutto nei bambini, è la facies adenoidea.

### Tonsille tubariche
Le tonsille tubariche del rinofaringe sono situate sul contorno della cartilagine del tubo uditivo (Torus tubarius), cioè lo sbocco delle trombe di Eustachio nel lume faringeo. Una loro ipertrofia comporta un'occlusione del canale ed uno scompenso pressorio fra orecchio medio e faringe, causando una sensazione di orecchio tappato.

### Tonsille palatine
Le tonsille palatine sono situate tra i pilastri palatini nella parte posteriore del palato molle (o velo palatino), cioè in quella porzione di palato con forma concava che separa la cavità orale dalle fosse nasali. Alcuni testi trattano questa regione col nome di "Istmo delle Fauci". Sono le uniche visibili, le più voluminose e quelle a cui genericamente ci si riferisce con il termine tonsille.
Ricevono l’Arteria Tonsillare, vaso che origina prevalentemente dall'Arteria Palatina Ascendente che, originata dalla Facciale, si porta all'interno dello spazio faringomandibolare.
La tonsilla palatina costituisce il limite anteriore di questo spazio e vi è in rapporto tramite la capsula fibrosa della parete laterale che è a sua volta in rapporto con, dall'interno verso l'esterno, il M. Amigdaloglosso, l’Aponeurosi palatina, il M. Costrittore Sup. della Faringe e il M. Stiloglosso, che costituiscono la parete mediale dello spazio faringomandibolare.
Riceve fibre sensitive dal plesso tonsillare, che origina da rami del Linguale (Ramo terminale della Branca Mandibolare del Trigemino, V Paio) e del Glossofaringeo (IX).
Per quanto riguarda il sangue refluo della circolazione venosa, viene raccolto dalle vene del Plesso Venoso Tonsillare che sfocia nella Vena Palatina Ascendente, ramo della Vena Facciale Anteriore.

### Tonsille linguali
Le tonsille linguali si trovano dietro la lingua, in basso, da entrambe le parti.

La loro superficie si presenta irregolare per la presenza di sporgenze tondeggianti, che assumono varia dimensione e rilievo. Tali sporgenze sono dovute all'accumulo, nella lamina propria, di tessuto linfoide con voluminosi follicoli secondari.

## Cripte tonsillari

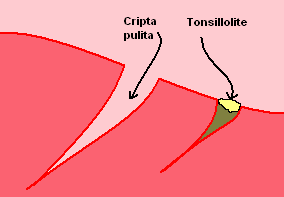
Cripte tonsillari

Le cripte tonsillari sono piccole tasche presenti nella superficie delle tonsille che consentono di ampliare la superficie di contatto delle tonsille stesse con l'esterno.
Nelle cripte possono formarsi delle palline maleodoranti di colore bianco o giallastro e che provocano alitosi, il cui nome è tonsilloliti.
Nel caso in cui si abbiano questi tonsilloliti, le cripte si vedono chiaramente, se invece le cripte sono pulite è più difficile vederne i contorni.
I tonsilloliti sono un accumulo di batteri, particelle di cibo (in particolare formaggi e frutta secca) e globuli bianchi che attaccano tali residui per difendere l'organismo.
Un rimedio per i tonsilloliti è quello di compiere degli sciacqui energici dopo i pasti oppure rimuoverle periodicamente dalle cripte delle tonsille, con molta delicatezza, utilizzando il cotton fioc o un altro strumento simile.

## Etimologia
Per quanto concerne le origini della parola tonsilla si riporta quanto segue:
(Ottorino Pianigiani, Vocabolario Etimologico della Lingua Italiana, versione on-line del 2004)